# Ivan Passer
Ivan Passer (10. července 1933 Praha – 9. ledna 2020 Reno, Nevada, USA) byl česko-americký filmový scenárista a režisér, v počátcích své filmové kariéry blízký spolupracovník režiséra Miloše Formana. Byl představitelem tzv. Nové vlny v československé kinematografii. Po roce 1968 emigroval do USA, kde pokračoval ve filmařské dráze.

## Život
Ivan Passer se narodil v Praze a po válce studoval na gymnáziu v Poděbradech. V roce 1957 byl vyloučen z fakulty, kde studoval film. Pracoval pak v různých profesích jako slévač nebo zedník. Připravoval program Laterny magiky pro Expo 58. 
V Československu natočil jediný samostatný celovečerní hraný film – Intimní osvětlení z roku 1965, který bývá řazen mezi nejlepší československé filmy všech dob. Scenáristicky Passer spolupracoval s Milošem Formanem a Jaroslavem Papouškem na dalších úspěšných filmech Nové vlny, jako Hoří má panenko nebo Lásky jedné plavovlásky. 
Po invazi roku 1968 Passer podobně jako Forman emigroval z Československa a své další filmy natáčel v USA. Mezi nejpozoruhodnější z nich patří Cuttlerova cesta z roku 1981 nebo snímek Stalin z roku 1992.
V roce 2006 obdržel ocenění Český lev za svůj celoživotní umělecký přínos české kinematografii.

## Filmografie

### Režie
- Intimní osvětlení (1965)
- Born to Win (Zrozen k vítězství) (1971)
- Law and Disorder (1974)
- Silver Bears (1977)
- Cuttlerova cesta (1981)
- Creator (1985)
- Haunted Summer (1988)
- Fourth Story (1990)
- Stalin (1992)
- While Justice Sleeps (1994)
- Kidnapped (1995)
- The Wishing Tree (Strom splněných přání) (1999)
- Picnic (2000)
- Nomad (2005)

### Scénář
- Konkurs (1963)
- Lásky jedné plavovlásky (1965)
- Intimní osvětlení (1965)
- Hoří, má panenko (1967)
- Law and Disorder (1974)

### Dokumentární
- Sametová kocovina (2000), společně Robertem Bucharem